# Condado de Wenxi
El Condado de Wenxi (Chino simplificado: 闻喜县; Chino tradicional: 聞喜縣; Pinyin: Wénxǐ Xiàn) es un condado en la provincia de Shanxi, en el Sur de China. Se encuentra bajo la administración de la ciudad prefectural de Yuncheng. En 2002 contaba con una población de aproximadamente 380,000 habitantes. 
El nombre de Wenxi, ("escuchando las buenas noticias"), se empleó como nombre del condado desde el 111 dC cuando el emperador Wu de Han, que se encontraba en este lugar, oyó sobre la decisiva victoria de las fuerzas Han en la Guerra Han–Nanyue.